# Daniel W. Hamilton

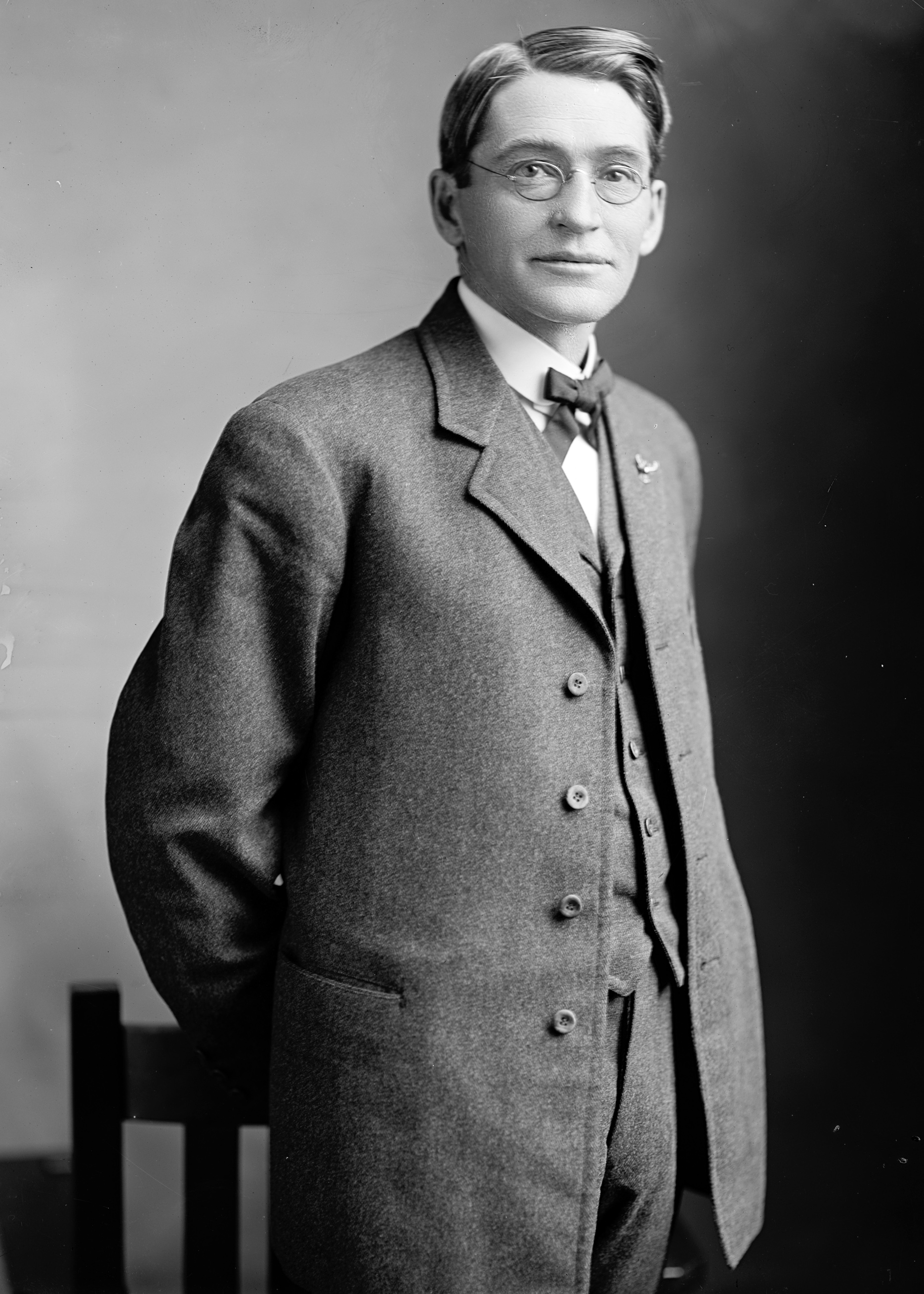
Daniel W. Hamilton

Daniel Webster Hamilton (* 20. Dezember 1861 bei Dixon, Illinois; † 21. August 1936 in Rochester, Minnesota) war ein US-amerikanischer Politiker. Zwischen 1907 und 1909 vertrat er den Bundesstaat Iowa im US-Repräsentantenhaus.

## Werdegang
Im Jahr 1868 zog Daniel Hamilton mit seinen Eltern in das Miami County in Kansas. 1874 zog die Familie weiter in das Keokuk County in Iowa. Dort besuchte Hamilton die öffentlichen Schulen. Nach einem anschließenden Jurastudium an der University of Iowa in Iowa City und seiner 1884 erfolgten Zulassung als Rechtsanwalt begann er in Sigourney in seinem neuen Beruf zu praktizieren. Zwischen 1894 und 1898 war er auch Posthalter dieser Stadt.
Hamilton war Mitglied der Demokratischen Partei. 1906 wurde er im sechsten Wahlbezirk von Iowa in das US-Repräsentantenhaus in Washington, D.C. gewählt. Dort trat er am 4. März 1907 die Nachfolge des Republikaners John F. Lacey an, den er bei der Wahl geschlagen hatte. In der nun folgenden Legislaturperiode war Hamilton der einzige Demokrat aus dem Staat Iowa. Bei den Wahlen des Jahres 1908 unterlag er dem Republikaner Nathan E. Kendall. Damit musste er am 3. März 1909 aus dem US-Repräsentantenhaus ausscheiden.
Nach dem Ende seiner Zeit im Kongress arbeitete Hamilton wieder als Anwalt in Sigourney und später in Grinnell. Von 1918 bis zu seinem Tod im Jahr 1936 war er Richter im sechsten Gerichtsbezirk seines Staates. Daniel Hamilton starb am 21. August 1936 in Rochester (Minnesota) und wurde in der Nähe von Thornburg beigesetzt.